# Coupe des îles Féroé de football 1964
Navigation
Løgmanssteypið 1963 Løgmanssteypið 1965
La Coupe des Îles Féroé 1964 de football est la 10e édition de la Løgmanssteypið (Trophée du Premier Ministre). 
La finale (retour) du tournoi se disputa à Tórshavn au stade Gundadalur.
Le HB Tórshavn fut le vainqueur. C'est le sixième titre du club et signe ainsi le troisième doublé Coupe - Championnat de l'histoire du football féroïen.

## Format
Prenant place sur deux jours à Tvøroyri, la finale fut rejouée à Tórshavn, la compétition se composa en une demi-finale et deux finales. Seules les équipes de Meistaradeildin 1964 (Division des Champions) participèrent à la compétition. Le KÍ Klaksvík ne participa pas à la compétition. Le HB Tórshavn va directement en finale.

## Clubs participants
| \| B36 HB TB \| Localisation des clubs engagés dans la coupe nationale 1964. |
| B36 HB TB                                                                    |

- B36 Tórshavn - Meistaradeildin
- HB Tórshavn - Meistaradeildin Tenant du Titre
- TB Tvøroyri - Meistaradeildin

## Résultats

### Demi-finale
| Date             | Équipe 1    | Résultat | Équipe 2     |
| ---------------- | ----------- | -------- | ------------ |
| 7 septembre 1964 | TB Tvøroyri | 1-2      | B36 Tórshavn |

### Finales
| 8 septembre 1964 | HB Tórshavn | 3-3        | B36 Tórshavn | Sevmýri, Tvøroyri |
|                  |             | (1-1, 2-2) |              |                   |

| 12 septembre 1964 | HB Tórshavn | 4-3        | B36 Tórshavn | Gundadalur, Tórshavn |
|                   |             | (1-3, 3-3) |              |                      |